# 帆鰭笛鯛
帆鰭笛鯛為輻鰭魚綱刺尾鯛目笛鯛科的其中一種。

## 分布
本魚分布於西太平洋區，從琉球群島至新喀里多尼亞、澳洲海域，棲息深度5-60公尺。

## 形態
體長可達60公分。

## 生態
生活在珊瑚礁附近的沙底質海域，屬肉食性，以魚類、甲殼類、軟體動物等為食，可做為食用魚及觀賞魚。